# Mela Muter
Mela Melania Klingsland Mutermilch, conocida como Maria Muter (Varsovia, 26 de abril de 1876-París, 14 de mayo de 1967) fue la primera pintora judía profesional polaca. Mela Muter fue el seudónimo que utilizó como artista. Vivió la mayor parte de su vida en Francia. Su carrera como pintora empezó a florecer al trasladarse a París desde Polonia en 1901 a la edad de veinticinco años. Después de la Segunda Guerra Mundial se alineó con el movimiento Naturalista; su estilo contenía trazos fuertes y golpes de cepillo. Tras cinco años viviendo en París se hizo bastante conocida por su trabajo y se exhibieron sus pinturas. Consiguió la ciudadanía francesa en 1927. Después del estallido de la guerra huyó a Aviñón para protegerse de la ocupación nazi. Al acabar el conflicto regresó a París donde siguió trabajando hasta su muerte en 1967.

## Vida y carrera

### Primeros años
Maria Melania Klingsland Mutermilch nació en Varsovia dentro de una familia que pertenecía a la élite de dicha ciudad. Su padre, Fabian Klingsland, fue un filántropo del arte y la cultura. La familia Klingsland fue generosa y moralmente muy ética al promocionar las artes en Varsovia, cuestión que influyó en la sensibilidad artística de Melania. Sus padres se esmeraron en darle una buena formación artística, recibió lecciones de piano y dibujo a la edad de 16 años.
Mela tuvo un hermano y dos hermanas. Su hermano, Zygmunt Klingsland, influenciado por el ambiente cultural de su familia se convirtió en crítico de arte y diplomático en la Embajada de Polonia en París. 
El estatus familiar ayudó a Mela a desarrollar sus intereses artísticos. A la edad de veintitrés años se casó con el polaco Michal Mutermilch.  Michal estuvo afiliado al Partido Socialista polaco y fue crítico de arte y escritor.  En 1900, nace su primer y único hijo, Andrzej. Mela continuó sus estudios artísticos en la Escuela de Dibujo y Pintura para Mujeres. En ese momento su estilo estuvo marcado por el simbolismo, el paisaje y el retrato como ideal. Reflexionó en su trabajo sobre los límites de la representación.

### Mudanza en París
En 1901 Mela, se fue a vivir a París con su hijo y su marido. Allí continuó sus estudios en el Académie Colarossi y el Académie de la Grande Chaumière. En 1902 exhibió sus pinturas en el Salón de París. Participó en las  exposiciones del Salon des Indépendants y la Société Nationale des Pretendientes-Artes, el Salon des Tuileries y el Salón des Femmes Artistes Modernes y posteriormente en Polonia. 
Mela se convirtió en una importante retratista parisina y también contribuyo con sus ilustraciones en la revista francesa Clarté. Así mismo fue una de los primeros miembros de la Escuela de París.
En la década en que se mudó a París con su familia, viajó por toda Europa Occidental. A través de estos viajes su interés pictórico cambio, y pasó del paisaje a los seres que habitaban dichos paisajes.
Mientras su marido Michal participaba en la Primera Guerra Mundial, Mela tuvo una relación con escritor francés y activista político Raymond Lefebvre, lo que provocó su separación. Cuando consiguió su divorcio religioso, Mela se preocupó más de sí misma y decidió irse a vivir con Raymond. Comenzó a tomar conciencia política y social, lo que le llevó a realizar varios trabajos desde el punto de vista pacifista para la revista local socialista, Clarte. Su pareja Lefebvre murió en circunstancias misteriosas durante un viaje a Rusia en 1920.
En 1923 Mela se convirtió al cristianismo y recibió el bautismo. 
Después de una larga batalla con la enfermedad de su hijo, este murió de tuberculosis de hueso en diciembre de 1924. Al mismo tiempo muere su amigo Rainer Maria Rilke, lo que le llevó  a un estado de suma tristeza.
Mela consiguió la ciudadanía francesa en 1927 y pasó a ser miembro de la Société Nationale des Pretendientes-Artes y el Sociedad de Mujeres Artistas Modernas. Durante la ocupación de Francia por las tropas alemanas en la  Segunda Guerra Mundial, se escondido en el sur del país. Por un tiempo fue incapaz de pintar, ya que perdió progresivamente la vista. Una retrospectiva de su trabajo se presentó en París en 1953. Después de una operación de catarata en 1965, retomó la pintura y presentó sus trabajos en Cologne, París y Ciudad de Nueva York.
Mela murió en su estudio de París a la edad de 91. Fue enterrada en el Cementerio de Bagneux.

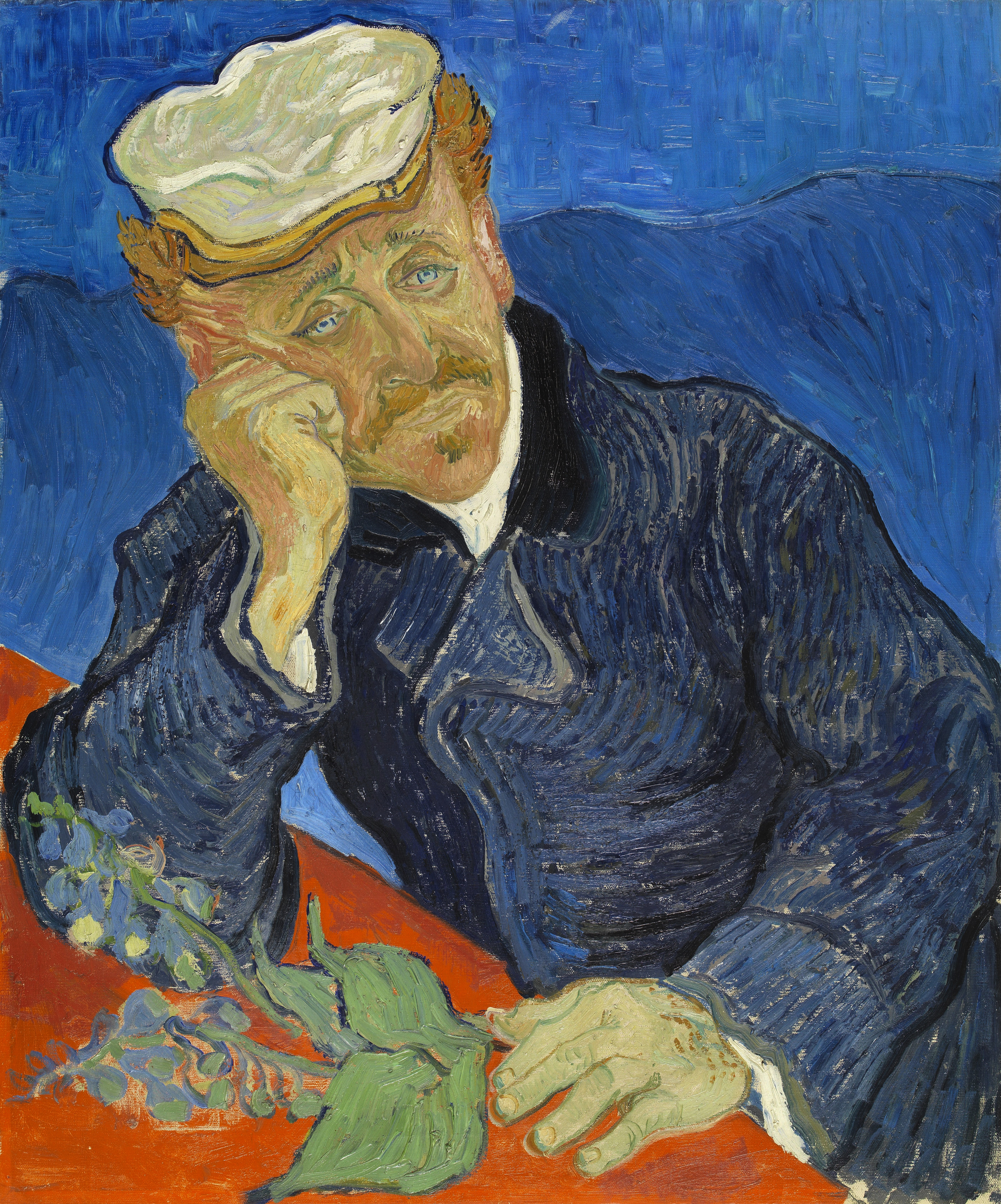
Vincent van Gogh, Dr. Paul Gachet, 1890, óleo sobre tela, 26x 22 cm.

En su primera etapa a Mela se la clasificó como pintora posimpresionista. Vincent Van Gogh influyo claramente en ella. A sus treinta años, su estilo se caracterizaba por fuertes pinceladas alrededor de los rostros y de las manos, dándoles relevancia. En la  edad adulta su pintura tuvo similitudes con el movimiento expresionista, su paleta de colores  era más brillante y sus composiciones más arriesgadas, a menudo dejaba áreas de la tela vacía.
Mela fue famosa en París como retratista durante los años 20 y 30. Realizó muchos retratos para la élite de la ciudad, como la del  escultor Chana Orloff, la actriz Dody Conrad, y el artista Charles Fromuth.  A pesar de que su trabajo tuvo éxito entre la alta sociedad, no se limitó a eso. Sus trabajos giraron sobre un tema central: la maternidad.
Cuanto más trataba de capturar la esencia de sus modelos más expresionista se volvía su pintura. Mela escribió sobre su proceso pictórico: «no me pregunto si una persona delante de mi caballete es bueno, falso, generoso, inteligente. Intento dominarles y representarles igual que hago con una flor, un tomate o un árbol; para poder sentir su esencia; si hago esto consigo expresar su personalidad.»
Después de presenciar las tragedias de Primera Guerra Mundial, el estilo de Mela cambió. Dejó de interesarse por la cruda realidad y optó por capturar la belleza y la esperanza de su entorno. Esto está reflejado en el nuevo uso de colores más brillantes y en una forma de pintar más libre. Sus pinturas transmitieron gran vivacidad.